# Episodi di SOKO Wismar (quarta stagione)
La quarta stagione della serie televisiva SOKO Wismar è stata trasmessa in anteprima in Germania dalla ZDF tra il 27 settembre 2006 e il 31 gennaio 2007.
| nº | Titolo originale        | Titolo italiano | Prima TV Germania | Prima TV Italia |
| -- | ----------------------- | --------------- | ----------------- | --------------- |
| 1  | Abgezockt               | inedito         | 27 settembre 2006 | inedito         |
| 2  | Herrenrunde             | inedito         | 4 ottobre 2006    | inedito         |
| 3  | Verfluchte Leidenschaft | inedito         | 11 ottobre 2006   | inedito         |
| 4  | Vietjes letzte Reise    | inedito         | 18 ottobre 2006   | inedito         |
| 5  | Seitenwechsel           | inedito         | 25 ottobre 2006   | inedito         |
| 6  | Skatbrüder              | inedito         | 1º novembre 2006  | inedito         |
| 7  | Tödliche Ladung         | inedito         | 8 novembre 2006   | inedito         |
| 8  | Halbe Volte             | inedito         | 15 novembre 2006  | inedito         |
| 9  | Allein zu Haus          | inedito         | 22 novembre 2006  | inedito         |
| 10 | Hundeleben              | inedito         | 29 novembre 2006  | inedito         |
| 11 | Unter Pleitegeiern      | inedito         | 6 dicembre 2006   | inedito         |
| 12 | Tödliche Hörner         | inedito         | 13 dicembre 2006  | inedito         |
| 13 | Rauchzeichen            | inedito         | 20 dicembre 2006  | inedito         |
| 14 | Kaffeefahrt             | inedito         | 27 dicembre 2006  | inedito         |
| 15 | Stromschlag             | inedito         | 10 gennaio 2007   | inedito         |
| 16 | Nebenwirkungen          | inedito         | 17 gennaio 2007   | inedito         |
| 17 | Laura                   | inedito         | 24 gennaio 2007   | inedito         |
| 18 | Familienbande           | inedito         | 31 gennaio 2007   | inedito         |